# Anomma nigricans
Anomma nigricans é uma espécie de formiga do gênero Anomma.